# Jimmy Somerville
James William „Jimmy” Somerville (ur. 22 czerwca 1961 w Glasgow w Szkocji) – szkocki piosenkarz, wokalista i założyciel zespołów Bronski Beat i The Communards, nagrywający również solowe płyty, znany z charakterystycznego falsetu oraz z zaangażowanych społecznie i politycznie tekstów.

## Życiorys

### Młodość
Ideowy lewicowiec, jako nastolatek był aktywistą lewicowych bojówek. Aktywnie działał w Anti-Nazi League (Liga Antynazistowska) i Labour Party Young Socialists (Młodzi Socjaliści Partii Pracy). Brał udział w demonstracjach przeciwko zamykaniu kopalń i kontestował rząd torysów. Do dziś jest działaczem społecznym zaangażowanym w ruchu lewicowym propagującym tolerancję, czynnie popierającym przedsięwzięcia w obronie praw człowieka oraz akcje przeciw homofobii. Jest także zdeklarowanym gejem.

### Bronski Beat i The Communards
Działalność muzyczną rozpoczął zakładając w Londynie w 1983 roku grupę Bronski Beat. Muzycy z tej grupy poznali się podczas tworzenia dokumentalnego projektu filmowego pt. Framed Youth: The Revenge of the Teenage Perverts traktującego o nastoletnich gejach i lesbijkach. Popularność przyniosły mu początkowo covery przebojów disco, później zaangażowane społecznie przeboje takie jak Smalltown Boy, Why?, Junk i For a Friend. Utwór Smalltown Boy mówiący o prowincjonalnym ostracyzmie wobec młodego geja, jest jego najbardziej rozpoznawalnym przebojem. W czerwcu 1985 Somerville opuścił zespół, by razem z klawiszowcem Richardem Colesem założyć duet The Communards. Działalność w nowym zespole była dla Somerville'a wyrazem potrzeby śpiewania bardziej zaangażowanych politycznie utworów. Duet wydał dwie płyty długogrające, jednak rozpadł się po niespełna trzyletniej działalności.
Okres działalności w obydwu zespołach, mimo że krótki, był czasem, w którym Somerville zdobył największą popularność i nagrał swoje najbardziej znane utwory.

### Solowa kariera
W 1988 roku Somerville rozpoczął karierę solową po rozpadzie swojego drugiego zespołu. W 1989 ukazał się pierwsza solowa płyta Somerville'a pt. Read My Lips. Zawierała m.in. takie przeboje, jak Comment Te Dire Adieu z repertuaru Françoise Hardy i You Make Me Feel Mighty Real z dorobku Sylvestra. Niestety nowa solowa płyta nie trafiła już w gusta szerszej publiczności. 1989 i 1991 Somerville brał udział w charytatywnym projekcie Band Aid, z którego dochód wspomagał fundusz dla Etiopii. W roku 1991 dla fanów wydana została przekrojowa płyta The Singles Collection 1984–1990 wspominająca dawne hity obu zespołów Jimmy’ego. Po wydaniu płyty Jimmy Sommerville bardziej angażuje się w projekty filmowe niż działalność stricte muzyczną, czego efektem był m.in. udział w filmach Orlando, Mensonge i Postcards from America jako twórca i wykonawca muzyki, czasem jako aktor w epizodach. Film Postcards from America wyprodukowany został przez wytwórnię filmową Normal Films założoną przez Somerville'a i Isaaca Juliena na potrzeby jego realizacji.
Działalność koncertową wznowił w 1995 roku wydając pop-dance'owy album Dare To Love z tekstami na tematy gejowskie. Promocyjna trasa koncertowa albumu w 1996 objęła USA, Liban, Estonię, Kazachstan, Rosję, Kanadę, Europę Zachodnią. W tym samym roku Jimmy zaangażował się w projekt Respect przeprowadzony w ramach kampanii pt. „Zjednoczmy się przeciwko Rasizmowi” (Unite Against Racism). Rok 1997 to rozstanie się z wytwórnią London Records. Kolejne nagrania, począwszy od singla Dark Sky powstały w studiach Gut Records. Intensywna działalność koncertowa tego roku to udział kolejno w EuroPride w Paryżu, CSD w Kolonii, Summer Rites w Londynie, Mardi Gras w Manchesterze, koncercie dobroczynnym na rzecz ośrodka dla nosicieli HIV i chorych na AIDS w Hanowerze, obchodach 10-lecia brytyjskiego pisma „The Pink Paper” oraz w koncercie w Royal Albert Hall z okazji rocznicy Stonewall riots.
Rok 1998 to kilkutygodniowy pobyt i koncerty w Australii, m.in. w Sydney na „Mardi Gras” i w Melbourne oraz współpraca z Sally Herbert przy nagraniu płyty duetu Banderas. Tego samego roku Somerville rozpoczął nagrania do swojej czwartej płyty pt. Manage The Damage wyprodukowanej wspólnie z Ashem Howesem. Płyta wyszła w maju 1999, w którym to odbył się również szereg koncertów takich jak „Scotland Rocks For Kosovo” oraz tournée po Niemczech, Francji, Włoszech, Grecji, Danii i Szwecji (w tym CSD w Berlinie, Europride w Sztokholmie i Mermaid Pride w Kopenhadze). W listopadzie 1999 Jimmy Somerville wystąpił w Royal Albert Hall w Londynie na „Equality Show” dla uczczenia 30. rocznicy wydarzeń w Stonewall Inn (razem z George’em Michaelem, Boyem George’em i Eltonem Johnem). Tego samego roku nagrał cover francuskiej piosenki Francoise Hardy Comment Te Dire Adieu.
W roku 2000 trasa koncertowa przebiegała przez Austrię, Szwajcarię i wschodnie Niemcy (Drezno, Miśnia, Wiedeń, Oldenburg). Promując album Manage The Damage koncertował krótko w USA i Kanadzie, nawiązując przy okazji współpracę z Fundacją im. Matthew Sheparda w Nowym Jorku. W sierpniu 2000 roku wydał na singlu nową wersję przeboju Why?. W 2001 Somerville wystąpił przed kilkunastotysięcznym tłumem podczas CSD w Berlinie, obchodząc też swoje czterdzieste urodziny w klubie „Matrix”. W roku 2002 pracował nad nagraniami w studiach niemieckich i włoskich oraz koncertował w Moskwie i Petersburgu. Przed 35-tysięczną publicznością wystąpił podczas targów Expo w Hanowerze. Tego samego roku dał koncert w Australii: na „Gay pride” w Perth oraz na ceremonii otwarcia „Gay Games” w Sydney.
Od roku 2003 ulubionym miejscem działalności muzycznej Somerville'a stają się Niemcy. To tutaj pracuje nad nową płytą wraz z Paulem Makiem, Sebastianem i Marcelem Kriegami, Tillmannem Uhrmacherem, Felixem Gauderem oraz Rosenstolz. Sukcesem był koncert przed Bramą Brandenburską podczas CSD, w którym uczestniczyło pół miliona widzów. W Niemczech również miały miejsce premiery kolejnych singli Somerville'a. Podczas „Mardi Gras” w 2003 w Londynie po prawie 20 latach Somerville zaśpiewał w duecie z Markiem Almondem ich wspólny przebój I Feel Love. W 2004 roku wyszła kolejna płyta, zatytułowana Home Again.
Obecnie po stare przeboje Bronski Beat i Somerville'a sięgają od czasu do czasu twórcy house i techno-mixów (m.in. Why? remiksowany przez Guya Garretta i Supermode, w Polsce grupa Milkshop – Smaltown Boy na płycie Marzyciele). Jimmy Somerville pozostaje wciąż najbardziej znaną postacią gejowskiej kontrkultury.

## Dyskografia

### Z grupą Bronski Beat
- - Smalltown Boy, London Records 1984, singel
  - Why?, London Records 1984, singel
  - It Ain’t Necessarily so, London Records 1984, singel
- The Age of Consent, London Records 1984, LP/CD
- Hundreds and Thousands, Forbidden Fruit/London 1984, LP/CD
  - Run For Love, London Records/Metronome 1985, singel
- EP Sampler, Old Gold Records Ltd. 1993, LP
- The Essentials, Rhino Records 2002, CD

### Z grupą The Communards
- - You Are My World, London Records 1985, singel
  - Disenchanted, London Records 1986, singel
  - Don't Leave Me This Way, London Records 1986, singel
  - So Cold the Night, London Records 1986, singel
- Communards, London Records 1986, LP/CD
- Live in Italy, 1986 LP/CD
  - You Are My World '87, London Records 1987, singel
  - Tomorrow, London Records 1987, singel
  - Never Can Say Goodbye, London Records 1987, singel
  - For a Friend, London Records 1987, singel
  - There’s More to Love, London Records 1987, singel
- Red, London Records 1987, LP/CD
- Storm Paris, London Records 1988, LP/CD
- Heaven, London Records 1993, LP/CD, kompilacja

### Solowo
- - Comment Te Dire Adieu, FFRR London Records 1989, singel
  - You Make Me Feel (Mighty Real), FFRR London Records 1989, singel
  - Read My Lips (Enough Is Enough), FFRR London Records 1989, singel
- Read my Lips, London Records 1989, LP/CD
  - Run From Love, FFRR London Records 1991, singel
  - To Love Somebody, FFRR London Records 1991, singel
  - Smalltown Boy '91, FFRR London Records 1991, singel
- The Singles Collection, London Records 1991, LP/CD
  - By Your Side, FFRR London Records 1995, singel
  - Hurt So Good, FFRR London Records 1995, podwójny singel
  - Heartbeat, FFRR London Records 1995, podwójny singel
  - Safe In These Arms, FFRR London Records 1997, singel
- Dare to Love, London Records 1995, LP/CD
  - Master Series, FFRR London Records 1996, singel
  - Dark Sky, GUT Records 1999, singel
  - Something To Live For, GUT Records 1999, singel
  - Lay Down, GUT Records 1999, podwójny
- Manage the Damage, Gut Records 1999, CD
- Root Beer, Instinct Records 2000, CD
  - Why? 2000, Almighty 2000, singel
  - Can’t Take My Eyes Off Of You, Almighty/Atoll Musi 2001, singel
- The Very Best of Jimmy Somerville, Bronski Beat and The Communards, Warner Brothers/London Records 2001, CD
  - It's So Good, BMG International 2004, podwójny singel
  - Come On (z Rosenstolz), Hablando/BMG International 2004, singel
  - Ain’t No Mountain High Enough, Hablando/BMG International 2005, singel
- Home Again, BMG International 2004, CD
- Suddenly Last Summer, Jess E Musique Ltd. 2009, CD
- Bright Thing EP, Jess E Musique Ltd. 2011, CD
- Momentum EP, Jess E Musique Ltd. 2011, CD
- Solent EP, Jess E Musique Ltd. 2012, CD

### Współpraca
- Z duetem Banderas album Ripe (wokal i chórki), PolyGram 1991, CD

## Filmografia

### Jako reżyser
- 1983: Framed Youth: The Revenge of the Teenage Perverts, (Framed Youth), Wielka Brytania, dokumentalny, reżyseria: Trill Burton, Jeff Cole, Rose Collis, Nicola Field, Toby Kettle, Pom Martin, Jimmy Somerville

### Jako kompozytor i wykonawca muzyki filmowej
- 1992: Orlando, Francja, Holandia, Rosja, Wielka Brytania, Włochy, melodramat, reżyseria Sally Potter
- 1993: Mensonge, Francja, dramat, reżyseria François Margolin
- 1994: Postcards from America, USA, Wielka Brytania, dramat, reżyseria Steve McLean
- 2000: Queer as Folk, serial USA

### Jako aktor
- 1988: Looking for Langston jako Angel, Wielka Brytania, dramat, reżyseria Isaac Julien
- 1992: Orlando jako Falsetto (anioł), Francja, Holandia, Rosja, Wielka Brytania, Włochy, melodramat, reżyseria Sally Potter
- 1995: Jeffrey jako uczestnik parady, Stany Zjednoczone
- 1997–2002: Lexx gościnnie w epizodzie, Kanada, Niemcy, Wielka Brytania, telewizyjny przygodowy serial science fiction

### Filmowe wydawnictwa muzyczne
- 1991: Video Collection 1984/1990. Jimmy Somerville Featuring Bronski Beat and The Communards, zbiór wideoklipów z lat 1984–1990

## Występy w Polsce
- 22 sierpnia 1991 występ podczas koncertu gwiazd na festiwalu w Sopocie
- 10 czerwca 2006 koncert w klubie „Skarpa” w Warszawie w ramach „Dni Równości” (relacja)